# Washington County (Minnesota)
Washington County is een county in de Amerikaanse staat Minnesota.
De county heeft een landoppervlakte van 1.014 km² en telt 201.130 inwoners (volkstelling 2000). De hoofdplaats is Stillwater.